# Grijze honingzwambreedvoet
Grijze honingzwambreedvoet (Protoclythia modesta) is een vliegensoort uit de familie van de breedvoetvliegen (Platypezidae). De wetenschappelijke naam van de soort is voor het eerst geldig gepubliceerd in 1844 door Zetterstedt.